# Eudendrium dispar
Eudendrium dispar är en nässeldjursart som beskrevs av Agassiz 1862. Eudendrium dispar ingår i släktet Eudendrium och familjen Eudendriidae. Inga underarter finns listade i Catalogue of Life.